# Michelle Thaller
Michelle Thaller   (Waukesha, 28 de novembre de 1969) és una astrònoma i investigadora estatunidenca. És subdirectora de Comunicació Científica del Goddard Space Flight Center de la NASA.
De 1998 a 2009 va ser científica del personal del Centre d'Anàlisi i Processament d'Infrarojos, i més tard Gerent del programa d'Educació i Difusió Pública del Telescopi Espacial Spitzer, a l'Institut Tecnològic de Califòrnia. Col·labora habitualment davant la càmera a la programació de The History Channel i Science Channel.

## Biografia
Nascuda a Wisconsin, Thaller es va graduar a la Waukesha South High School el 1988. Va assistir a la Universitat Harvard, on es va llicenciar en astrofísica i va treballar en la mesura de precisió d'estrelles binàries, rebent una llicenciatura el 1992. A la Universitat Estatal de Geòrgia, Thaller va treballar en col·lisions de vents en sistemes binaris massius propers. Va rebre el seu PhD l'any 1998.